# 佐藤加奈 (野球)
佐藤 加奈（さとう かな、1986年10月2日 - ）は、日本の野球審判員、中学校教諭（保健体育）。大阪府大阪市天王寺区出身。
大阪では公立中学校勤務を続けながら学生野球の審判員として活動。阪神大学野球連盟や東京都高等学校野球連盟においての初の女性審判員である。

## 経歴
小学生時代から相愛高等学校まではバスケットボールをプレー。
体育教師になることを目指し、日本体育大学に進学。大学でもバスケットボールを続けるには身長の低さから限界を感じ、新しい競技に挑戦したかったことから、競技経験がなくても活躍している人がいたという女子軟式野球部に入部。金本知憲のファンだったことから、金本の阪神時代と同じ背番号「6」をつけ、ポジションも金本と同じく外野手を希望した。入部時は野球未経験だったものの、2年生時にはベンチ入りし、3年生時には守備固めとして出場。4年生時はレギュラーを勝ち取り、バントなどの小技が得意な選手として、全日本大学女子野球選手権大会7連覇に貢献した。
大学卒業後は大阪に戻り、大阪市の公立中学校の保健体育教諭となる。2012年に着任した中学校では、大学時代の経験を買われ、野球部の顧問に就く。しかし、4年間という競技歴の浅さから部員への技術指導に悩まされることになる。指導の幅を広げるため、監督からの勧めで審判講習会へ参加すると、審判の目線での助言ができるのではと、審判での活動に夢中になった。次第に仕事の一環からライフワークになるほどにのめり込んでいき、2016年末には「違うレベルの野球を体感したい」と先輩の審判員に相談を持ち掛けた。
2017年4月に異動になった中学校では野球部がなく、バドミントン部の顧問となる。そのため、野球に対しての活動は審判一本になった。前述の相談から、阪神大学野球連盟でこの年の春季リーグからの審判デビューが叶い、同連盟においては初の女性審判員となった。同年の秋季リーグでは2部リーグで球審を経験し、翌2018年春季リーグで、1部リーグの球審デビューを果たした。大阪府高等学校野球連盟、大阪市中学校体育連盟にも所属し、同年夏には高校野球の審判も初めて務めた。
全日本野球協会から国際大会にも派遣され、国際審判員のライセンスも取得。2017年は女子野球アジアカップ、翌2018年はWBSC女子野球ワールドカップで女子野球の国際大会での審判を経験。2019年には世界野球ソフトボール連盟から打診を受け、WBSC U-18ワールドカップに参加。佐藤にとって初めての男子の国際試合で、同大会に召集された審判員22名のうち、女性は2名のみだった。
結婚を機に大阪を離れ、2020年4月からは東京都高等学校野球連盟審判部に所属。同連盟においても初の女性審判員となり、東東京大会で審判を務め、球審も務めた。
審判員活動後も選手としてもプレーを続け、大阪にいる頃から関東女子軟式野球連盟2部の「東京アンビシャス」に所属していた。同チームでも、大学時代と同じく背番号「6」をつけ、投手も務めた。
2021年春に出産。同年8月、阪神甲子園球場で初めて開催された第25回全国高等学校女子硬式野球選手権大会の決勝で現場復帰した。
2024年4月13日・14日に第106回全国高校野球選手権大会の地方大会に向けた全国審判講習会が実施され、初めて女性の審判委員が受講したが、佐藤もそのうちの一人である。